# NGC 2235
NGC 2235 је елиптична галаксија у сазвежђу Златна риба која се налази на NGC листи објеката дубоког неба.
Деклинација објекта је - 64° 56' 5" а ректасцензија 6h 22m 22,2s. Привидна величина (магнитуда) објекта NGC 2235 износи 13,0 а фотографска магнитуда 14,0. NGC 2235 је још познат и под ознакама ESO 87-13, AM 0621-645, DRCG 50-52, PGC 18906.